# Rannaküla (Pihtla)
Rannaküla – wieś w Estonii, w prowincji Sarema, w gminie Pihtla.